# Divlje jagode
Divlje jagode – bośniacki zespół hard rockowy założony w 1977 roku w Jugosławii.

## Historia
Zespół został założony w 1977 roku w Bihaciu przez gitarzystę Sead Lipovača. Pierwszym wokalistą został Ante Janković. Debiutancki album grupy, Divlje jagode, wydano w 1979 roku.
Członkami zespołu byli: Alen Islamović, późniejszy wokalista Bijelo dugme i grupy 4 asa oraz Mladen Vojičić „Tifa” – również wokalista Bijelo dugme.

## Członkowie

### Wokaliści
- Ante Jankowić „Toni” – wokal (1976–1981, 2005–obecnie)
- Alen Islamović – wokal, gitara basowa (1981–1986)
- Zlatan Ćehić „Ćeha” – wokal, gitara basowa (1984–1996, 2006–obecnie)
- Mladen Vojičić „Tifa” – wokal (1988)
- Zlatan Stipišić – wokal (1989–1990)
- Žanil Tataj „Žak” – wokal (1990–1992, 1994–1997)
- Emir Cerić „Cera” – wokal (1996–1997)
- Pero Galić – wokal (2002–2005)

### Gitarzyści
- Sead Lipovača „Zele” – gitara (1976–obecnie)
- Nihad Jusufhodžić – gitara basowa (1976–1979)
- Zlatan Čehić „Ćeha” – gitara basowa (1984–1994, 2006–obecnie)
- Sanin Karić – gitara basowa (1996–1998, 2005)
- Dejan Orešković – gitara basowa (2002–2004)

## Dyskografia
| - 1979: Divlje jagode (Jugoton) - 1981: Stakleni hotel (Diskoton) - 1982: Motori (Diskoton) - 1983: Čarobnjaci (Diskoton) - 1985: Vatra (Diskoton) - 1987: Wild Strawberries (Logo Records) - 1988: Konji (Jugoton) - 1993: Zele – Magic Love (Croatia Records) - 1994: Labude kad rata ne bude (Croatiaton) - 1997: Sto vjekova (Nimfa Sound) - 2003: Od neba do neba (Croatia Records) - 2006: Labude, Kad Rata Ne Bude (Croatia Records) | - 1986: Najbolje (Diskoton) - 1993: Sarajevo ti i ja - 1995: Antologija 1 (Nimfa Sound) - 1995: Antologija 2 (Nimfa Sound) - 2003: The Very Best Of (Take It Or Leave It Records na licencji Diskoton Sarajevo) - 2004: The Very Best Of (Croatia Records) - 2004: Najljepše balade: Krivo je more |

### Single
- 1977: „Jedina moja” / „Rock 'n' Roll” (Jugoton)
- 1977: „Moj dilbere” / „Prijatelj” (Jugoton)
- 1978: „Patkica” / „Kad bi vi, gospođo” (Jugoton)
- 1979: „Nemam ništa protiv” / „Bit će bolje” (Jugoton)
- 2006: „Piramida” (One Records)